# 大衛·阿克馬克
大衛·阿克馬克（David Axmark，1962年5月28日—），出生于瑞典，是MySQL AB的创始人之一，也是免费数据库服务器MySQL的开发者。他从一开始就与其他联合创始人米卡埃爾·維德紐斯等一起参与MySQL的开发。
他于1980年至1984年在乌普萨拉大学学习。大衛·阿克馬克自1980年以来一直从事自由软件的工作。大衛·阿克馬克後來成為开源人力资源管理软件OrangeHRM的董事。
2012年12月4日，大衛·阿克馬克与其他幾位MySQL创始人米卡埃爾·維德紐斯和Allan Larsso 一起宣布成立MariaDB。